# گورنگی کاتون
گورنگی کاتون (به صربی: Gornji Katun) یک منطقهٔ مسکونی در صربستان است که در ورورین واقع شده‌است. گورنگی کاتون ۱٬۴۶۸ نفر جمعیت دارد.